# 中國青鱂
中國青鱂（學名：Oryzias sinensis），又名中華青鱂，是青鱂屬下的一種淡水魚，長度約3.1（1.2英寸）。其种加词“sinensis”意为“中华的”。
原産於東亞（包括台灣）、東南亞的長江、湄公河、伊洛瓦底江、薩爾溫江、紅河和尼洋河流域。後來被引入哈薩克斯坦和俄羅斯，也出現在了亞速海中。

## 外部連結
- Froese, R. & Pauly, D. (eds.) (2013). Oryzias sinensis. FishBase. Version 2013-01.
- Parenti, L. . The IUCN Red List of Threatened Species 2012.   [8 January 2013].